# فرانك إنغرام
فرانك إنغرام هو لاعب هوكي الجليد كندي، ولد في 17 سبتمبر 1907 في Craven, Saskatchewan ‏ في كندا، وتوفي في 1 أبريل 1985.

## وصلات خارجية
- فرانك إنغرام على موقع دوري الهوكي الوطني (الإنجليزية)
- فرانك إنغرام على موقع قاعة مشاهير الهوكي (لاعب أن.إتش.أل) (الإنجليزية)
- فرانك إنغرام على موقع EliteProspects.com (الإنجليزية)
- فرانك إنغرام على موقع HockeyDB.com (الإنجليزية)
- فرانك إنغرام على موقع Hockey-Reference.com (الإنجليزية)